# Obie Trotter
Obadiah Nelson "Obie" Trotter (Robertsdale, Alabama, 1984. február 9. –) amerikai-magyar kettős állampolgárságú, magyar válogatott kosárlabdázó, jelenleg a Szolnoki Olaj KK játékosa.
Trotter a Szolnoki Olaj KK játékosa a 2010-11-es idényben. A szezonja annyira jól sikerült, hogy a magyar kosárlabda szövetségnek, és a válogatott irányítóinak megtetszett a játéka, és közösen elszánták magukat a honosítására. A játékos belement a honosításba, egy kisebb huzavona után letette esküjét, megszerezte állampolgárságát, és a Magyar Kosárlabda Válogatott segítségére lehet a 2011-es Litvániai EB pótselejtezőre készülve.